# Streckad sprötstjärt
Streckad sprötstjärt (Leptasthenura striolata) är en fågel i familjen ugnfåglar inom ordningen tättingar.

## Utbredning och systematik
Fågeln förekommer i sydöstra Brasilien (södra Paraná till norra Rio Grande do Sul). Den behandlas som monotypisk, det vill säga att den inte delas in i några underarter.

## Status
IUCN kategoriserar arten som livskraftig.